# Dessau (Texas)
Dessau liegt rund elf Meilen nordöstlich von  Austin im Travis County des US-Bundesstaats Texas.

## Geschichte
Die Stadt ist nach der früheren Stadt Dessau in Deutschland benannt.
Ein Postamt war von 1886 bis 1890 und von 1897 bis 1901 in Betrieb.
Dessau hatte im Jahr 1907 eine Schule mit 40 Schülern. Die Schule wurde im Jahre 1920 mit der in Pflugerville zusammengeschlossen.

## Bevölkerungsentwicklung
In den späten 1890er Jahren wohnten in Dessau etwa 30 Personen.
Nach einem Rückgang in den 1930ern stieg die Bevölkerung in den späten 1940er Jahren auf 50.

## Heute
Dessau ist heute Teil des Travis County, in dem auch die texanische Hauptstadt Austin liegt. Die Gemeindefläche besteht größtenteils aus Steppe und "Wald".
Der Ort gehört zum Stadtgebiet von Pflugerville und ist de facto ein Stadtteil von Pflugerville.